# Skarlett Riot
Skarlett Riot ist eine 2010 gegründete britische Hardrock-Band aus Scunthorpe.

## Bandgeschichte
Die Bandmitglieder lernten sich erstmals in der Schule kennen, wo sie unter dem Namen Fuzion bekannt waren. Schon kurze Zeit später nannten sie sich in Skarlett Riot um und produzierten ihre erste EP, welche am 4. November 2010 veröffentlicht wurde.
Zwei Jahre später erschien die zweite EP namens Villain, mit der sie erste Bekanntheit erlangten. 2013 erschien auch ihre erste Single Faded Memory, welche auf ihrem Debütalbum Tear Me Down zu finden ist, das im gleichen Jahr veröffentlicht wurde.
Im selben Jahr verließ der Bassist Tom Mansfield die Gruppe. Der Bassist Martin Shepherd probte erstmals mit Skarlett Riot, bevor er am 16. Januar 2014 offiziell als neuer Bassist ernannt wurde. Zusammen traten sie auf dem Eat You Alive Festival auf.
Am 16. Februar 2015 veröffentlichte die Band ihre dritte EP namens We Are the Brave und unterstützten Gus G. auf seiner UK Tour.
2017 erschien die Single Feel, welche auf der zuvor erschienenen EP Sentience zu finden ist. Sowohl ein Musikvideo, als auch ein Remix von Zardonic wurden in kurzer Zeit veröffentlicht.
Am 27. Oktober 2017 veröffentlichte Skarlett Riot ihr zweites Album Regenerate.
Anfang 2019 gab die Band den Abgang von Bassist Martin Shepherd bekannt. Tim Chambers trat Ende 2019 offiziell als neuer Bassist der Band bei.
Am 7. Mai 2021 veröffentlichten Skarlett Riot ihr drittes Album Invicta.

## Diskografie

### EPs
- 2010: Skarlett Riot
- 2012: Villain
- 2015: We Are the Brave
- 2016: Sentience

### Alben
- 2013: Tear Me Down
- 2017: Regenerate
- 2021: Invicta

### Singles
- 2013: Faded Memory
- 2014: House of Cards
- 2015: Ignite
- 2016: Voices
- 2017: Feel
- 2017: Feel (Zardonic Remix)
- 2017: Break
- 2017: Warrior
- 2017: Affliction
- 2020: Human
- 2020: Gravity
- 2021: Underwater